# Manisa (tartomány)
Manisa tartomány Törökország egyik tartománya az Égei-tengeri régióban, székhelye Manisa városa. Nyugaton İzmir, délen Aydın, délkeleten Denizli, keleten Uşak, északkeleten Kütahya, északon pedig Balıkesir határolja.

## Körzetei
A tartománynak 16 körzete van:
- Ahmetli
- Akhisar
- Alaşehir
- Demirci
- Gölmarmara
- Gördes
- Kırkağaç
- Köprübaşı
- Kula
- Manisa
- Salihli
- Sarıgöl
- Saruhanlı
- Selendi
- Soma
- Turgutlu